# العلاقات النمساوية النيجيرية
العلاقات النمساوية النيجيرية هي العلاقات الثنائية التي تجمع بين النمسا ونيجيريا.

## مقارنة بين البلدين
هذه مقارنة عامة ومرجعية للدولتين:
| وجه المقارنة                                              | النمسا                                                    | نيجيريا                     |
| --------------------------------------------------------- | --------------------------------------------------------- | --------------------------- |
| المساحة (كم2)                                             | 83.86 ألف                                                 | 923.77 ألف                  |
| عدد السكان (نسمة)                                         | 8.81 مليون                                                | 190.89 مليون                |
| الكثافة السكانية (ن./كم²)                                 | 105.06                                                    | 206.64                      |
| العاصمة                                                   | فيينا                                                     | أبوجا، لاغوس                |
| اللغة الرسمية                                             | اللغة الألمانية، لغة الإشارة النمساوية ‏                   | لغة إنجليزية، اللغة اليوربا |
| العملة                                                    | يورو، شلن نمساوي، رايخ مارك، شلن نمساوي                   | نيرة نيجيرية                |
| الناتج المحلي الإجمالي (بليون دولار)                      | 416.60 مليار                                              | 375.77 مليار                |
| الناتج المحلي الإجمالي (تعادل القوة الشرائية) بليون دولار | 426.99 مليار                                              | 1.09 تريليون                |
| الناتج المحلي الإجمالي الاسمي للفرد دولار أمريكي          | 43.77 ألف                                                 | 2.64 ألف                    |
| الناتج المحلي الإجمالي للفرد دولار أمريكي                 | 47.68 ألف                                                 | 5.91 ألف                    |
| مؤشر التنمية البشرية                                      | 0.885                                                     | 0.514                       |
| رمز المكالمات الدولي                                      | +43                                                       | +234                        |
| رمز الإنترنت                                              | .at                                                       | .ng                         |
| المنطقة الزمنية                                           | توقيت وسط أوروبا، ت ع م+01:00، ت ع م+02:00، أوروبا/فيينا ‏ | ت ع م+01:00                 |

## مدن متوأمة
في ما يلي قائمة باتفاقيات التوأمة بين مدن نمساوية ونيجيرية:
- ترتبط سالزبورغ مع لاغوس باتفاقية توأمة منذ 1964.[14][14][15][16]

## منظمات دولية مشتركة
يشترك البلدان في عضوية مجموعة من المنظمات الدولية، منها:
| علم المنظمة | اسم المنظمة                               | تاريخ انضمام النمسا | تاريخ انضمام نيجيريا |
| ----------- | ----------------------------------------- | ------------------- | -------------------- |
|             | مؤسسة التنمية الدولية                     | 28 يونيو 1961       | 14 نوفمبر 1961       |
|             | الأمم المتحدة                             | 14 ديسمبر 1955      | 7 أكتوبر 1960        |
|             | منظمة التجارة العالمية                    | ?                   | ?                    |
|             | منظمة الشرطة الجنائية الدولية             | ?                   | ?                    |
|             | المركز الدولي لتسوية المنازعات الاستشارية | 24 يونيو 1971       | 14 أكتوبر 1966       |
|             | الاتحاد الدولي للاتصالات                  | 1866                | 11 أبريل 1961        |
|             | الفريق المعني برصد الأرض                  | ?                   | ?                    |
|             | البنك الدولي للإنشاء والتعمير             | 27 أغسطس 1948       | 30 مارس 1961         |
|             | الاتحاد البريدي العالمي                   | ?                   | ?                    |
|             | منظمة حظر الأسلحة الكيميائية              | ?                   | ?                    |
|             | مؤسسة التمويل الدولية                     | 28 سبتمبر 1956      | 30 مارس 1961         |
|             | البنك الإفريقي للتنمية                    | ?                   | ?                    |
|             | وكالة ضمان الاستثمار متعدد الأطراف        | 16 ديسمبر 1997      | 12 أبريل 1988        |
|             | يونسكو                                    | 13 أغسطس 1948       | 14 نوفمبر 1960       |

## أعلام
هذه قائمة لبعض الشخصيات التي تربطها علاقات بالبلدين:
- دافيد ألابا (لاعب كرة قدم نمساوي، 24 يونيو 1992[22] – )
- روبين أوكوتي (لاعب كرة قدم نمساوي، 6 يونيو 1987 – )
- كريم أونيسيو (لاعب كرة قدم نمساوي، 17 مارس 1992[23] – )

## وصلات خارجية
- موقع وزارة الخارجية النمساوية
- موقع وزارة الخارجية النيجيرية